# Ökölvívás a 2014. évi nyári ifjúsági olimpiai játékokon
A 2014. évi nyári ifjúsági olimpiai játékokon az ökölvívás mérkőzéseinek a Nanjing International Expo Center adott otthont augusztus 23. és 27. között. A fiúknál 10, a lányoknál 3 súlycsoportban avattak ifjúsági olimpiai bajnokot.

## Naptár
Az időpontok helyi idő szerint (UTC+8) értendők.
| Dátum         | Időpont           | Versenyszám                      |
| ------------- | ----------------- | -------------------------------- |
| Augusztus 23. | 14:00 16:00 19:00 | Fiú, selejtezők Lány, selejtezők |
| Augusztus 24. | 14:00 16:00 19:00 | Fiú, elődöntők Lány, elődöntők   |
| Augusztus 25. | 14:00 16:00 19:00 | Fiú, helyosztók Lány, helyosztók |
| Augusztus 26. | 16:30             | Lány, döntők                     |
| Augusztus 27. | 14:00             | Fiú, döntők                      |

## Éremtáblázat
(A táblázatokban a rendező ország eltérő háttérszínnel, az egyes számoszlopok legmagasabb értéke vastagítással kiemelve.)
| A 2014. évi nyári ifjúsági olimpiai játékok éremtáblázata ökölvívásban | A 2014. évi nyári ifjúsági olimpiai játékok éremtáblázata ökölvívásban | A 2014. évi nyári ifjúsági olimpiai játékok éremtáblázata ökölvívásban | A 2014. évi nyári ifjúsági olimpiai játékok éremtáblázata ökölvívásban | A 2014. évi nyári ifjúsági olimpiai játékok éremtáblázata ökölvívásban | Olimpia  |
| ---------------------------------------------------------------------- | ---------------------------------------------------------------------- | ---------------------------------------------------------------------- | ---------------------------------------------------------------------- | ---------------------------------------------------------------------- | -------- |
|                                                                        | Ország                                                                 | Arany                                                                  | Ezüst                                                                  | Bronz                                                                  | Összesen |
| 1.                                                                     | Kuba (CUB)                                                             | 2                                                                      | 1                                                                      | 0                                                                      | 3        |
| 1.                                                                     | Egyesült Államok (USA)                                                 | 2                                                                      | 1                                                                      | 0                                                                      | 3        |
| 3.                                                                     | Olaszország (ITA)                                                      | 1                                                                      | 1                                                                      | 1                                                                      | 3        |
| 4.                                                                     | Bulgária (BUL)                                                         | 1                                                                      | 1                                                                      | 0                                                                      | 2        |
| 4.                                                                     | Kína (CHN)                                                             | 1                                                                      | 1                                                                      | 0                                                                      | 2        |
| 4.                                                                     | Kazahsztán (KAZ)                                                       | 1                                                                      | 1                                                                      | 0                                                                      | 2        |
| 4.                                                                     | Üzbegisztán (UZB)                                                      | 1                                                                      | 1                                                                      | 0                                                                      | 2        |
| 8.                                                                     | Azerbajdzsán (AZE)                                                     | 1                                                                      | 0                                                                      | 0                                                                      | 1        |
| 8.                                                                     | Németország (GER)                                                      | 1                                                                      | 0                                                                      | 0                                                                      | 1        |
| 8.                                                                     | Lengyelország (POL)                                                    | 1                                                                      | 0                                                                      | 0                                                                      | 1        |
| 8.                                                                     | Ukrajna (UKR)                                                          | 1                                                                      | 0                                                                      | 0                                                                      | 1        |
|                                                                        |                                                                        |                                                                        |                                                                        |                                                                        |          |
| 12.                                                                    | Horvátország (CRO)                                                     | 0                                                                      | 1                                                                      | 1                                                                      | 2        |
| 12.                                                                    | Írország (IRL)                                                         | 0                                                                      | 1                                                                      | 1                                                                      | 2        |
| 12.                                                                    | Japán (JPN)                                                            | 0                                                                      | 1                                                                      | 1                                                                      | 2        |
| 12.                                                                    | Oroszország (RUS)                                                      | 0                                                                      | 1                                                                      | 1                                                                      | 2        |
| 16.                                                                    | Tajvan (TPE)                                                           | 0                                                                      | 1                                                                      | 0                                                                      | 1        |
| 16.                                                                    | Dominikai Köztársaság (DOM)                                            | 0                                                                      | 1                                                                      | 0                                                                      | 1        |
|                                                                        |                                                                        |                                                                        |                                                                        |                                                                        |          |
| 18.                                                                    | Nagy-Britannia (GBR)                                                   | 0                                                                      | 0                                                                      | 2                                                                      | 2        |
| 18.                                                                    | Törökország (TUR)                                                      | 0                                                                      | 0                                                                      | 2                                                                      | 2        |
| 20.                                                                    | Örményország (ARM)                                                     | 0                                                                      | 0                                                                      | 1                                                                      | 1        |
| 20.                                                                    | Ausztrália (AUS)                                                       | 0                                                                      | 0                                                                      | 1                                                                      | 1        |
| 20.                                                                    | Svédország (SWE)                                                       | 0                                                                      | 0                                                                      | 1                                                                      | 1        |
| 20.                                                                    | Magyarország (HUN)                                                     | 0                                                                      | 0                                                                      | 1                                                                      | 1        |
|                                                                        |                                                                        |                                                                        |                                                                        |                                                                        |          |
| Összesen                                                               | Összesen                                                               | 13                                                                     | 13                                                                     | 13                                                                     | 39       |

## Érmesek

### Fiú
| Súlycsoport | Arany                                     | Ezüst                                     | Bronz                                 |
| ----------- | ----------------------------------------- | ----------------------------------------- | ------------------------------------- |
| 49 kg       | Rufat Huseynov · Azerbajdzsán (AZE)       | Sulaymon Latipov · Üzbegisztán (UZB)      | Subaru Murata · Japán (JPN)           |
| 52 kg       | Shakur Stevenson · Egyesült Államok (USA) | Lyu Ping · Kína (CHN)                     | Muhammad Ali · Nagy-Britannia (GBR)   |
| 56 kg       | Javier Ibanez Diaz · Kuba (CUB)           | Dushko Mihaylov · Bulgária (BUL)          | Peter McGrail · Nagy-Britannia (GBR)  |
| 60 kg       | Ablaikhan Zhussupov · Kazahsztán (KAZ)    | Alain Limonta Boudet · Kuba (CUB)         | Könnyű Richárd · Magyarország (HUN)   |
| 64 kg       | Vincenzo Arecchia · Olaszország (ITA)     | Toshihiro Suzuki · Japán (JPN)            | Adem Avci · Törökország (TUR)         |
| 69 kg       | Bektemir Melikuziev · Üzbegisztán (UZB)   | Juan Solano · Dominikai Köztársaság (DOM) | Vincenzo Lizzi · Olaszország (ITA)    |
| 75 kg       | Ramil Gadzhyiev · Ukrajna (UKR)           | Dmitrii Nesterov · Oroszország (RUS)      | Luka Plantic · Horvátország (CRO)     |
| 81 kg       | Blagoy Naydenov · Bulgária (BUL)          | Vadim Kazakov · Kazahsztán (KAZ)          | Narek Manasyan · Örményország (ARM)   |
| 91 kg       | Yordan Hernandez Morejon · Kuba (CUB)     | Toni Filipi · Horvátország (CRO)          | Michael Gallagher · Írország (IRL)    |
| +91 kg      | Peter Kadiru · Németország (GER)          | Daramni Rock · Egyesült Államok (USA)     | Marat Kerimkhanov · Oroszország (RUS) |

### Lány
| Súlycsoport | Arany                                     | Ezüst                          | Bronz                               |
| ----------- | ----------------------------------------- | ------------------------------ | ----------------------------------- |
| 51 kg       | Yuan Chang · Kína (CHN)                   | Irma Testa · Olaszország (ITA) | Neriman Istik · Törökország (TUR)   |
| 60 kg       | Jajaira Gonzalez · Egyesült Államok (USA) | Ciara Ginty · Írország (IRL)   | Agnes Alexiusson · Svédország (SWE) |
| 75 kg       | Elzbieta Wojcik · Lengyelország (POL)     | Chen Nien-Chin · Tajvan (TPE)  | Caitlin Parker · Ausztrália (AUS)   |